# Repubblica Autonoma dell'Epiro del Nord
La Repubblica Autonoma del Nord Epiro (in greco: Αυτόνομος Δημοκρατία της Βορείου Ηπείρου, Aftónomos Dimokratia Tis Voreíou Ipeírou) è stata una entità autonoma di breve durata, fondata il 28 febbraio 1914 subito dopo le guerre balcaniche, dai greci che vivono nel sud dell'Albania (Epiroti del Nord). 
La zona, conosciuta come "Epiro del Nord" per i Greci e con una presenza di cittadini greci, era stata occupata dall'esercito greco durante la prima guerra balcanica (1912-1913) ma il Protocollo di Firenze assegnò il territorio al nuovo Stato albanese. Questa decisione fu respinta dai greci locali, e non appena l'esercito greco si ritirò sulla nuova frontiera, un governo autonomo venne istituito a Argirocastro con il tacito sostegno dalla Grecia. Nel mese di maggio l'autonomia fu confermata dalle grandi potenze con il Protocollo di Corfù. L'accordo assicurava alla regione una propria amministrazione, riconoscendo i diritti della popolazione locale e prevedendo l'autogoverno sotto la sovranità nominale dell'Albania. Questo protocollo non fu mai attuato perché nel mese di agosto il governo albanese crollò. A seguito di ciò l'esercito greco ri-occupò l'area dopo lo scoppio della prima guerra mondiale (ottobre 1914).
L'Epiro del Nord era nella lista dei territori che sarebbero stati ceduti alla Grecia dopo la guerra, ma il ritiro del sostegno italiano e la sconfitta della Grecia nella campagna in Asia Minore portarono alla cessione definitiva all'Albania nel 1921.

## Antefatti

### Epiro del Nord e le guerre balcaniche
Nel marzo del 1913 durante la prima guerra balcanica l'esercito greco, dopo aver superato le fortificazioni ottomane a Bizani, liberò Ioannina e subito dopo prese ad avanzare a nord. Himara era già sotto il controllo greco dal 5 novembre 1912, quando un abitante locale, il maggiore della gendarmeria Spyros Spyromilios, prese il controllo della regione senza scontrarsi con la resistenza. Alla fine della guerra le forze armate greche controllavano gran parte della regione storica dell'Epiro, realizzando una linea dalle montagne Ceraunian (sopra Himara) nella costa ionica, al lago di Prespa ad est.
Nel contempo il movimento per l'indipendenza albanese aveva ripreso slancio. Il 28 novembre 1912, in Valona, Ismail Qemali dichiarò l'indipendenza dell'Albania, a cui seguì la formazione di un governo provvisorio, che tuttavia esercitò la sua autorità solo in luoghi nelle immediate vicinanze di Valona. Altrove, il generale ottomano Essad Pasha formò una "Senato centrale albanese" a Durazzo, mentre i membri più conservatori delle tribù albanesi ancora speravano in un ripristino della sovranità ottomana. La maggior parte del territorio che forma oggi lo Stato albanese fu occupata dai greci nel sud e dei serbi del nord.

### Delimitazione del confine greco-albanese
La nascita di uno Stato indipendente albanese fu sostenuto dalla grandi potenze europee, in particolare da Austria-Ungheria e Italia. Entrambi questi stati cercavano di controllare l'Albania, che, nelle parole del ministro degli Esteri italiano, Tommaso Tittoni, avrebbe dato una "supremazia incontestabile nell'Adriatico". Il possesso serbo di Scutari e la possibilità che il confine con la Grecia corresse poche miglia a sud di Valona furono quindi fortemente contrastati da questi stati.
Nel settembre 1913, fu convocata una commissione internazionale delle potenze europee per determinare il confine tra la Grecia e l'Albania. Grazie alle pressioni italiane e austro-ungariche fu stabilita la cessione all'Albania della regione del Nord Epiro. I delegati della commissione si divisero allineandosi sue due posizioni: gli italiani e gli austro-ungarici insistendo sul fatto che i distretti fossero albanesi, mentre quelli della Triplice intesa (Gran Bretagna, Francia, Russia) ritenevano che, sebbene in alcuni villaggi le generazioni più anziane parlassero albanese, la generazione più giovane era greca nella sua visione intellettuale, nel sentimento, e nelle aspirazioni.

### Protocollo di Firenze
Con la definizione dei confini del nuovo Stato la regione del Nord Epiro fu assegnato all'Albania, nell'ambito di un protocollo di Firenze, firmato il 17 dicembre 1913. Conseguentemente, il 21 febbraio 1914, gli ambasciatori delle grandi potenze consegnarono una nota al governo greco per chiedere l'evacuazione della zona da parte dell'esercito greco. Il primo ministro greco, Eleutherios Venizelos, accettò nella speranza di una soluzione favorevole alla Grecia ad altri problemi in sospeso, quali, ad esempio, il riconoscimento della sovranità greca sulle isole del nord Egeo orientale.

## Reazioni
L'ultimo censimento ottomano svolto nel 1908 registrava 128.050 di religione greco ortodossa e 95.661 di religione islamica nella regione. Della popolazione ortodossa circa 30.000-47.000 persone parlavano esclusivamente greco. Il resto della comunità ortodossa era bilingue, parlava un dialetto albanese a casa ma era alfabetizzato esclusivamente in greco, lingua utilizzata nelle loro attività culturali, commerciali ed economiche. Inoltre, essi espressero un forte sentimento pro-greco e furono tra i primi a sostenere il successivo movimento autonomista separatista. Considerando queste condizioni, la lealtà nel Nord Epiro ad un governo albanese, guidato da una serie di leader esclusivamente musulmani, non poteva essere garantita.

### Dichiarazione di Indipendenza

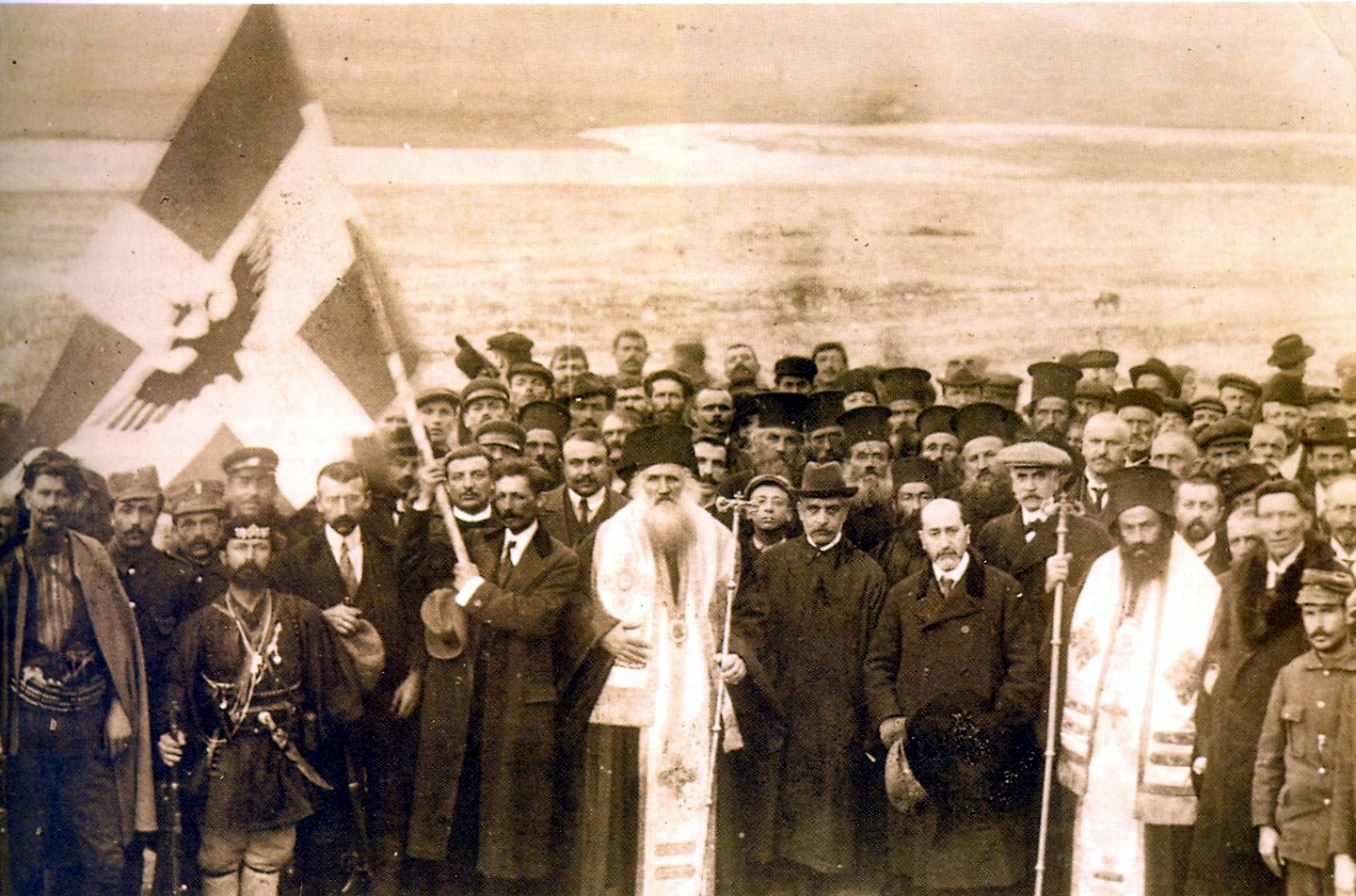
Foto della dichiarazione ufficiale di Indipendenza (1º marzo 1914). Il presidente Georgios Christakis e membri del Governo, clero locale, personale militare e civili.

Questa svolta degli eventi fu molto impopolare tra i membri del partito pro-greco nella zona che si sentirono traditi dal governo greco, perché non fece nulla per sostenerli militarmente. Allo stesso tempo, il ritiro graduale delle truppe greche avrebbe permesso alle forze albanesi di prendere il controllo della regione. Per evitare questa possibilità, decisero di dichiarare una propria identità politica e di autogoverno.
Georgios Christakis-Zografos, un distinto statista epirota di Lunxhëri ed ex ministro degli esteri greco, prese l'iniziativa e discusse la situazione con i rappresentanti locali in un "Consiglio Panepirotico". Di conseguenza, il 28 febbraio 1914, fu dichiarata la nascita della Repubblica Autonoma del Nord Epiro in Argirocastro e fu costituito un governo provvisorio per sostenere gli obiettivi dello Stato. Christakis-Zografos stesso divenne presidente del governo provvisorio. Nel suo discorso del 2 marzo, spiegò che le aspirazioni degli epiroti del nord erano state totalmente ignorate e che le grandi potenze non solo avevano respinto la possibilità di renderli autonomi all'interno dello Stato albanese, ma avevano anche rifiutato di dare garanzie circa i loro fondamentale diritti umani. Zografos concluse dicendo che gli epiroti del nord non avrebbero accettato il destino che le Potenze avevano imposto loro:
Libero da tutti i legami, incapace di vivere unito con l'Albania in queste condizioni, l'Epiro del Nord proclama la sua indipendenza e invita i suoi cittadini a sottoporsi ad ogni sacrificio per difendere l'integrità del territorio e la sua libertà da qualsiasi attacco»
La bandiera del nuovo Stato fu una variante della bandiera nazionale greca, costituita da una croce bianca centrata su fondo azzurro e sormontato dall'aquila imperiale bizantina in nero.
Nei giorni seguenti Alexandros Karapanos, nipote di Zografos e deputato al parlamento greco per Arta, fu nominato ministro degli esteri. Il colonnello Dimitrios Doulis, di Nivice, si dimise dal suo posto nell'esercito greco e si unì al governo provvisorio come ministro degli affari militari. Fin dai primi giorni riuscì a mobilitare un esercito composto da oltre 5.000 soldati volontari. Inoltre, il vescovo locale Vasileios di Dryinoupolis divenne ministro della religione e della giustizia. Un certo numero di ufficiali di origine epirota (non superiore a 30), così come soldati semplici, abbandonarono le loro posizioni nell'esercito greco e si unirono ai rivoluzionari. Ben presto si formarono altri gruppi armati, come la "Compagnia Sacra" (dal greco Ιερός Λόχος) o come gli uomini di Spyromilios intorno Himarra, al fine di respingere qualsiasi incursione nel territorio rivendicato da parte del governo autonomo. I primi distretti che aderirono al movimento autonomista al di fuori di Argirocastro furono Himara, Saranda e Përmet.

### La reazione della Grecia

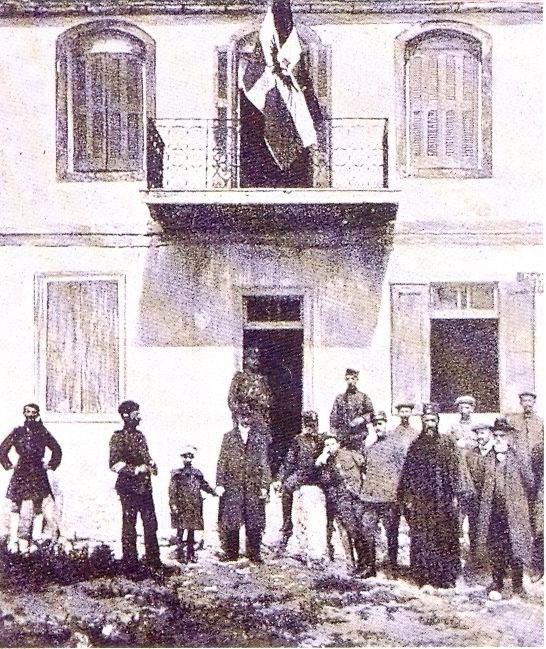
La bandiera del Nord Epiro rappresentata dalla rivista francese L'Illustration(Aprile 1914) presso la sede Saranda. Saranda è stata una delle prime città ad aderire al movimento autonomista

Il governo greco era restio ad adottare iniziative apertamente a sostegno della rivolta. Funzionari politici e militari continuarono con la realizzazione di un lento processo di evacuazione, che ebbe inizio a marzo e terminò il 28 aprile. Ufficialmente qualsiasi forma di resistenza fu scoraggiata, e furono date assicurazioni dalle grandi potenze e dalla commissione di controllo internazionale (una organizzazione fondata dalle grandi potenze, al fine di garantire la pace e la stabilità nella regione), circa il rispetto dei diritti della minoranza greca. Dopo la dichiarazione di Argirocastro, Zografos inviò un messaggio ai rappresentanti locali a Coriza per invitarli ad aderire al movimento, ma il comandante militare greco della città, il colonnello Kontoulis, fu molto rigoroso nell'eseguire i suoi ordini ufficiali e dichiarò la legge marziale, minacciando di sparare ad ogni cittadino che avrebbe sollevato la bandiera del Nord Epiro. Quando, nella città di Erseka, il vescovo locale Spyridon proclamò l'autonomia, Kontoulis lo fece immediatamente arrestare.
Il 1º marzo, Kontoulis cedette la regione alla gendarmeria albanese di nuova costituzione, costituita principalmente da ex disertori dell'esercito ottomano e sotto il comando di ufficiali olandesi e austriaci. Il 9 marzo, la marina greca bloccò il porto di Saranda. Ci furono anche conflitti sporadici tra l'esercito greco e unità epirote con poche vittime su entrambi i lati.

### Negoziati e conflitti armati
Non appena l'esercito greco si ritirò, scoppiarono conflitti armati fra albanesi e forze del Nord Epiro. Nelle regioni di Himarra, Saranda, Argirocastro e Delvina, la rivolta è stata attiva sin dai primi giorni della dichiarazione, e le forze autonomiste riuscirono ad ingaggiare con successo la gendarmeria albanese, nonché unità albanesi irregolari. Nel frattempo Zografos, considerando che le grandi potenze non avrebbe approvato l'annessione del Nord Epiro alla Grecia, suggerì tre possibili soluzioni diplomatiche:
- Piena autonomia sotto la sovranità nominale del principe albanese.
- Un'autonomia amministrativa con adozione del sistema cantonale.
- Diretto controllo e gestione da parte delle potenze europee.

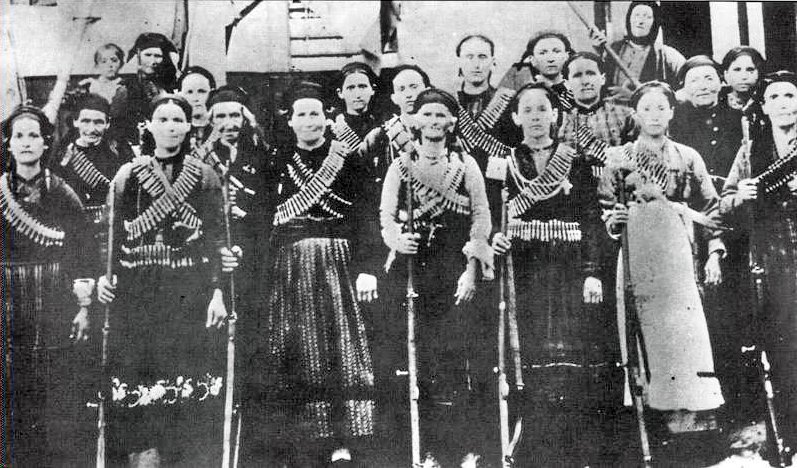
Gruppo di donne epirote armate. Agosto 1914, regione di Argirocastro.

Il 7 marzo il principe Guglielmo di Wied arrivò in Albania e nel tentativo di assumere il controllo del Nord Epiro scatenò intensi combattimenti a nord di Argirocastro, nella regione di Cepo, dove unità della gendarmeria albanese tentarono di infiltrarsi a sud, ma furono bloccati dalla resistenza da parte epirota. Il giorno seguente (11 marzo) fu raggiunto in Corfù un accordo provvisorio con la mediazione del colonnello olandese Thomson. La parte albanese era pronta ad accettare un governo autonomo nord-epirota con poteri limitati, ma Karapanos insistette su uno status completamente autonomo, soluzione che fu respinta dai delegati albanesi portando i negoziati ad un punto morto. Nel frattempo, le bande epirote entrarono a Ersek, Frashër e Coriza.
A questo punto, con l'eccezione di Coriza tutta la regione reclamata dal governo provvisorio era sotto il suo completo controllo. Il 22 marzo, una unità della "Compagnia Sacra" di Bilisht raggiunse la periferia di Coriza, si unì ai guerriglieri locali ed ebbero luogo feroci combattimenti di strada con le forze albanesi. Per alcuni giorni le unità nord-epirote tennero la città sotto controllo, ma il 27 marzo arrivarono i rinforzi albanesi e Coriza fu di nuovo sotto il controllo della gendarmeria albanese.
Nel frattempo, la Commissione di controllo internazionale, al fine di evitare una escalation dei conflitti armati, decise di intervenire. Il 6 maggio, Zografos ricevette una comunicazione circa la possibilità di avviare negoziati su una nuova base. Zografos accettò la proposta e l'armistizio fu ordinato il giorno seguente. Nel tempo intercorso fino alla ricezione dell'ordine di cessate-il-fuoco, le forze epirote avevano conquistato le alture di Morava vicino Coriza, rendendo imminente la consegna della città da parte della guarnigione albanese.

## Riconoscimento dell'autonomia e scoppio della prima guerra mondiale

### Protocollo di Corfù

Georgios Christakis Zografos riuscì a dare al Epiro del Nord uno status autonomo internazionalmente riconosciuto.

I negoziati furono condotti nell'isola di Corfù il 17 maggio 1914, dove rappresentanti albanese e epiroti firmarono un accordo noto come Protocollo di Corfù. Secondo i termini, le due province di Korytsa e Argirocastro che costituivano l'Epiro del Nord avrebbero acquisito completa esistenza autonoma (come separatum corpus) sotto la sovranità nominale albanese del Principe Wied. Il governo albanese avrebbe avuto il diritto di nominare e licenziare i governatori e i funzionari di alto rango, tenendo conto per quanto possibile del parere della popolazione locale. Altri termini includevano l'assunzione proporzionale dei nativi nella gendarmeria locale e il divieto di utilizzo di forze militari composte da persone non indigene della regione. Nelle scuole ortodosse, la lingua greca sarebbe stato l'unico mezzo di istruzione, fatta eccezione per le prime tre classi. La lingua greche e quella albanese erano paritarie in tutti gli affari pubblici. I privilegi risalenti all'era ottomana di Himara furono rinnovati, e uno straniero stava per essere nominato come suo "capitano" per i successivi dieci anni.
La messa in opera del protocollo fu affidata alla commissione di controllo internazionale, così come l'organizzazione della pubblica amministrazione e dei dipartimenti di giustizia e di finanziamento della regione. La creazione e la formazione della gendarmeria locale doveva essere condotta da ufficiali olandesi.
Forze armate: salvo in caso di guerra o di rivoluzione, unità militari non autoctone non possono essere trasferite o utilizzate in queste province.

Occupazione: la Commissione di Controllo Internazionale (ICC), prenderà possesso del territorio in questione, a nome del governo albanese, procedendo in sua vece. Gli ufficiali della missione olandese subito inizieranno l'organizzazione della gendarmeria locale ... Prima dell'arrivo degli ufficiali dei Paesi Bassi, saranno adottate le misure necessarie dal governo provvisorio di Argirocastro per la rimozione dal paese di tutti gli elementi armati stranieri. Tali disposizioni non verranno applicate solo in quella parte delle province di Korytsa ora occupata militarmente dall'Albania, ma in tutte le altre regioni meridionali.

Libertà di linguaggio: è assicurato il permesso di utilizzare entrambe le lingue albanese e greco in tutte le autorità, tra cui le Corti, nonché nei consigli elettivi.

Garanzia: i poteri che, per la Conferenza di Londra, hanno garantito l'istituzione di Albania e hanno stabilito la Corte penale internazionale garantiscono l'esecuzione e la manutenzione delle disposizioni che precedono.»
(Dal Protocollo di Corfu, 17 maggio, 1914)
Il Protocollo è stato ratificato dai rappresentanti delle grandi potenze ad Atene il 18 giugno, e da parte del governo albanese il 23 giugno. I rappresentanti epiroti riuniti in assemblea a Delvina diedero l'approvazione definitiva ai termini del protocollo, anche se i delegati di Himara protestarono sostenendo che solo l'unione con la Grecia poteva essere una soluzione praticabile. Durante i primi di luglio le città di Tepelenë e Coriza (8 luglio) passarono sotto il controllo del governo provvisorio dell'Epiro del Nord.

### Instabilità e disconoscimento
Poco dopo lo scoppio della prima guerra mondiale, la situazione in Albania era instabile ed emerse il caos politico. Il paese era suddiviso in una serie di governi regionali. L'anarchia nel centro e nel nord dell'Albania impedì il ripristino della pace nonostante il protocollo firmato a Corfù, e sporadici conflitti armati continuarono a verificarsi. Il principe Guglielmo lasciò il paese il 3 di settembre. Nei giorni seguenti una unità epirota, senza l'approvazione da parte del governo provvisorio, lanciò un attacco contro il presidio albanese di Berat e sono riuscì a catturare per qualche giorno la sua cittadella. Nel frattempo le truppe albanesi fedeli a Essad Pasha avevano avviato piccole operazioni armate.
Il primo ministro greco Eleutherios Venizelos era molto preoccupato da questi eventi, soprattutto per la possibilità che questa situazione di instabilità si diffondesse al di fuori dell'Albania e scatenasse un conflitto più ampio. Il 27 ottobre, dopo aver ricevuto l'approvazione delle grandi potenze, l'esercito greco è entrato nella zona per la seconda volta. Il governo provvisorio cessò formalmente di esistere, dichiarando di aver realizzato i suoi obiettivi.

## Conseguenze

### Amministrazione Greca (ottobre 1914-settembre 1916)
Durante l'amministrazione greca, e mentre continuava la prima guerra mondiale, fu concordato tra la Grecia, l'Italia e le grandi potenze che la soluzione definitiva della questione dell'Epiro del Nord doveva essere gestita alla fine della guerra. Nel mese di agosto 1915, Eleftherios Venizelos dichiarò nel parlamento greco che "solo errori colossali" avrebbero potuto separare la regione della Grecia. Dopo le dimissioni Venizelos nel mese di dicembre i successivi governi monarchici erano decisi a sfruttare la situazione tentando di predeterminare il futuro della regione incorporandola formalmente all'interno dello Stato greco. Nei primi mesi del 1916, il Nord Epiro partecipò alle elezioni greche ed elesse 16 rappresentanti presso il Parlamento greco. Nel mese di marzo fu dichiarata ufficialmente l'unione della regione con la Grecia, e la zona fu divisa nelle prefetture di Argyrokastro e Korytsa.

### Occupazione italo-francese e periodo tra le due guerre

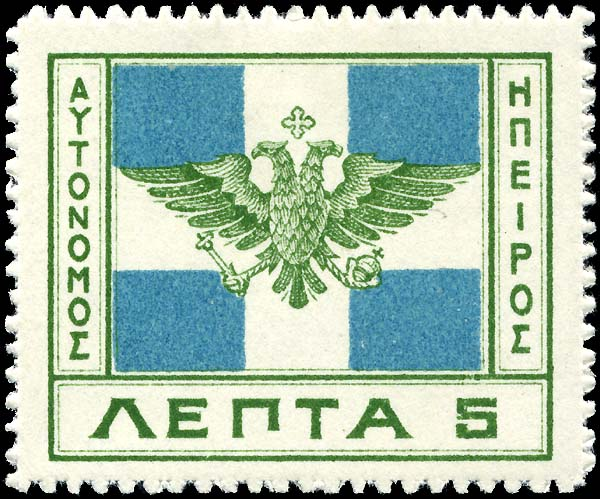
Francobollo emesso dalle autorità postali nord-epirote con la bandiera dello stato.

La situazione di instabilità politica che seguì in Grecia nei mesi successivi, con lo scisma nazionale tra i realisti e i sostenitori di Venizelos, portò la Grecia ad essere divisa in due stati. Questa situazione portò le forze italiane (di stanza ad Argirocastro) e quelle francesi a Coriza, assecondando anche lo sviluppo del Fronte dei Balcani (il resto dell'Albania era stato nel frattempo occupato dagli austroungarici), ad entrare nella zona nel settembre del 1916, dopo aver ricevuto l'approvazione della Triplice Intesa. Quando la guerra finì (1918), la tendenza a ristabilire l'autonomia della regione continuò.
In base ai termini della Conferenza di pace di Parigi del 1919 (Accordo Tittoni-Venizelos) l'Epiro settentrionale doveva essere assegnato alla Grecia, ma gli sviluppi politici, come la sconfitta greca nella guerra greco-turca (1919-1922) e una forte opposizione italiana a favore d'Albania portarono a cedere l'area all'Albania nel 1921.
Nel febbraio 1922 il Parlamento albanese approvò la Dichiarazione dei diritti delle minoranze. Tuttavia, la dichiarazione riconosceva i diritti delle minoranze solo in una zona circoscritta (zona di Argirocastro, distretto di Saranda e 3 villaggi nella zona di Himara), in contrasto con il Protocollo di Corfù e senza mettere in atto qualsiasi forma di autonomia locale. Come conseguenza immediata, tutte le scuole greche nella zona di esclusione furono costrette a chiudere fino al 1935.

## La questione dell'autonomia del Nord Epiro
Il punto di vista albanese, adottato anche da fonti italiane e austriache del tempo, sostiene che il movimento del Nord Epiro fu supportato direttamente dallo Stato greco con l'aiuto di una minoranza degli abitanti della regione, provocando il caos e l'instabilità politica in tutta l'Albania. Nella storiografia albanese, il Protocollo di Corfù o è assente, o la sua interpretazione fondata su posizioni diverse: viene visto come un tentativo di dividere lo Stato albanese e come prova del mancato rispetto da parte delle grandi potenze per l'integrità nazionale dell'Albania.
Con la ratifica del Protocollo di Corfù i termini "Epiro del Nord" (che era il nome comune dello Stato) e "Epiroti del Nord" (i suoi cittadini) ha acquisito uno status ufficiale. Tuttavia, dopo il 1921, quando la regione fu ceduta all'Albania, questi termini sono stati considerati come associati all'azione dell'irredentismo greco e non hanno acquisito uno status giuridico per le autorità albanesi D'altra parte, chiunque facesse uso di questi termini venne perseguitato come un 'nemico dello Stato'.
La questione dell'autonomia resta all'ordine del giorno delle relazioni diplomatiche greco-albanesi come parte della questione dell'Epiro settentrionale. Nel 1960, il segretario generale sovietico Nikita Kruscev chiese al suo omologo albanese di dare autonomia alla minoranza greca, ma questa iniziativa non diede alcun risultato.
Nel 1991, dopo il crollo del regime comunista in Albania, il presidente della organizzazione della minoranza greca Omonoia chiese l'autonomia del Nord Epiro in virtù del fatto che i diritti previsti dalla Costituzione albanese sono estremamente precari. Questa proposta è stata respinta, stimolando così l'ala radicale della minoranza che richiede l'unione con la Grecia. Due anni più tardi, quando il presidente di Omonoia spiegò pubblicamente che l'obiettivo della minoranza greca era la creazione di una regione autonoma all'interno dei confini albanesi in conformità alle disposizioni del protocollo di Corfù, fu subito arrestato dalla polizia albanese. In tempi più recenti (1997), alcuni analisti albanesi hanno sostenuto che è alta la possibilità di una repubblica separatista ispirata dalla minoranza greca.